# Damernas 200 meter vid världsmästerskapen i friidrott 2022
Damernas 200 meter vid världsmästerskapen i friidrott 2022 avgjordes mellan den 18 och 21 juli 2022 på Hayward Field i Eugene i USA.
Jamaicanska Shericka Jackson tog guld efter ett lopp på 21,45 sekunder, vilket blev ett nytt nations- och mästerskapsrekord. Silvret togs av Jacksons landsmaninna Shelly-Ann Fraser-Pryce och bronset togs av brittiska Dina Asher-Smith.

## Rekord
Innan tävlingens start fanns följande rekord:
| Rekord                                         | Idrottare                      | Tid   | Plats                | Datum             |
| ---------------------------------------------- | ------------------------------ | ----- | -------------------- | ----------------- |
| Världsrekord                                   | Florence Griffith-Joyner (USA) | 21,34 | Seoul, Sydkorea      | 29 september 1988 |
| Mästerskapsrekord                              | Dafne Schippers (NED)          | 21,63 | Peking, Kina         | 28 augusti 2015   |
| Världsårsbästa                                 | Shericka Jackson (JAM)         | 21,55 | Kingston, Jamaica    | 26 juni 2022      |
| Afrikanskt rekord                              | Christine Mboma (NAM)          | 21,78 | Zürich, Schweiz      | 9 september 2021  |
| Asiatiskt rekord                               | Li Xuemei (CHN)                | 22,01 | Shanghai, Kina       | 22 oktober 1997   |
| Nord-, centralamerikanskt och karibiskt rekord | Florence Griffith-Joyner (USA) | 21,34 | Seoul, Sydkorea      | 29 september 1988 |
| Sydamerikanskt rekord                          | Ana Claudia Lemos (BRA)        | 22,48 | São Paulo, Brasilien | 6 augusti 2011    |
| Europeiskt rekord                              | Dafne Schippers (NED)          | 21,63 | Peking, Kina         | 28 augusti 2015   |
| Oceaniskt rekord                               | Melinda Gainsford (AUS)        | 22,23 | Stuttgart, Tyskland  | 13 juli 1997      |

## Program
Alla tider är lokal tid (UTC−7).
| Datum   | Tid   | Omgång      |
| ------- | ----- | ----------- |
| 18 juli | 18:00 | Försöksheat |
| 19 juli | 18:05 | Semifinaler |
| 21 juli | 19:35 | Final       |

## Resultat

### Försöksheat
De tre första i varje heat 0Q0 samt de sex snabbaste tiderna 0q0 kvalificerade sig för semifinalerna.
Vind:
Heat 1: +2,5 m/s, Heat 2: -0,2 m/s, Heat 3: +1,1 m/s, Heat 4: +0,4 m/s, Heat 5: +0,9 m/s, Heat 6: +1,9 m/s
| Placering | Heat | Namn                    | Nationalitet           | Tid     | Noteringar |
| --------- | ---- | ----------------------- | ---------------------- | ------- | ---------- |
| 1         | 3    | Aminatou Seyni          | Niger                  | 21,98   | 0Q0        |
| 2         | 6    | Favour Ofili            | Nigeria                | 22,24   | 0Q0        |
| 3         | 5    | Abby Steiner            | USA                    | 22,26   | 0Q0        |
| 4         | 3    | Shelly-Ann Fraser-Pryce | Jamaica                | 22,26   | 0Q0        |
| 5         | 4    | Tamara Clark            | USA                    | 22,27   | 0Q0        |
| 6         | 2    | Beatrice Masilingi      | Namibia                | 22,27   | 0Q0        |
| 7         | 1    | Shericka Jackson        | Jamaica                | 22,33   | 0Q0        |
| 8         | 5    | Mujinga Kambundji       | Schweiz                | 22,34   | 0Q0        |
| 9         | 6    | Jenna Prandini          | USA                    | 22,38   | 0Q0        |
| 10        | 2    | Elaine Thompson-Herah   | Jamaica                | 22,41   | 0Q0        |
| 11        | 4    | Dina Asher-Smith        | Storbritannien         | 22,56   | 0Q0        |
| 12        | 1    | Anahí Suárez            | Ecuador                | 22,56   | 0Q0        |
| 13        | 4    | Tynia Gaither           | Bahamas                | 22,61   | 0Q0        |
| 14        | 5    | Nzubechi Grace Nwokocha | Nigeria                | 22,61   | 0Q0        |
| 15        | 1    | Dalia Kaddari           | Italien                | 22,75   | 0Q0        |
| 16        | 4    | Gina Bass               | Gambia                 | 22,78   | 0q0        |
| 17        | 3    | Vitória Cristina Rosa   | Brasilien              | 22,84   | 0Q0        |
| 18        | 2    | Ida Karstoft            | Danmark                | 22,85   | 0Q0        |
| 19        | 1    | Jessica-Bianca Wessolly | Tyskland               | 22,87   | 0q0        |
| 20        | 4    | Jessika Gbai            | Elfenbenskusten        | 22,89   | 0q0        |
| 21        | 1    | Rosemary Chukwuma       | Nigeria                | 22,93   | 0q0        |
| 22        | 1    | Edidiong Odiong         | Bahrain                | 22,98   | 0q0        |
| 23        | 2    | Joella Lloyd            | Antigua och Barbuda    | 22,99   | 0q0        |
| 24        | 3    | Beth Dobbin             | Storbritannien         | 23,04   |            |
| 25        | 5    | Lauren Gale             | Kanada                 | 23,08   |            |
| 26        | 6    | Jacinta Beecher         | Australien             | 23,22   | 0Q0        |
| 27        | 6    | Olivia Fotopoulou       | Cypern                 | 23,25   |            |
| 28        | 2    | Sophia Junk             | Tyskland               | 23,27   |            |
| 29        | 5    | Ella Connolly           | Australien             | 23,27   |            |
| 30        | 3    | Imke Vervaet            | Belgien                | 23,28   |            |
| 31        | 5    | Maboundou Koné          | Elfenbenskusten        | 23,32   |            |
| 32        | 6    | Catherine Léger         | Kanada                 | 23,35   |            |
| 33        | 2    | Lorène Bazolo           | Portugal               | 23,41   |            |
| 34        | 4    | Ana Carolina Azevedo    | Brasilien              | 23,45   |            |
| 35        | 6    | Georgia Hulls           | Nya Zeeland            | 23,46   |            |
| 36        | 4    | Shirley Nekhubui        | Sydafrika              | 23,46   |            |
| 37        | 1    | Olga Safronova          | Kazakstan              | 23,50   |            |
| 38        | 2    | Anniina Kortetmaa       | Finland                | 23,51   |            |
| 39        | 3    | Shanti Pereira          | Singapore              | 23,53   |            |
| 40        | 3    | Elisabeth Slettum       | Norge                  | 23,55   |            |
| 41        | 2    | Lorraine Martins        | Brasilien              | 23,60   |            |
| 42        | 5    | Beyonce Defreitas       | Brittiska Jungfruöarna | 23,81   |            |
| 43        | 6    | Hanna Barakat           | Palestina              | 26,33   | 0NR0       |
| 44        | 6    | Anthonique Strachan     | Bahamas                | 1.50,06 |            |
|           | 3    | Marie-Josée Ta Lou      | Elfenbenskusten        |         | 0DNS0      |

### Semifinaler
De två första i varje heat 0Q0 samt de två snabbaste tiderna 0q0 kvalificerade sig för finalen.
Vind:
Heat 1: +2,0 m/s, Heat 2: +1,4 m/s, Heat 3: -0,1 m/s
| Placering | Heat | Namn                    | Nationalitet        | Tid   | Noteringar |
| --------- | ---- | ----------------------- | ------------------- | ----- | ---------- |
| 1         | 1    | Shericka Jackson        | Jamaica             | 21,67 | 0Q0        |
| 2         | 3    | Shelly-Ann Fraser-Pryce | Jamaica             | 21,82 | 0Q0, 0SB0  |
| 3         | 2    | Tamara Clark            | USA                 | 21,95 | 0Q0        |
| 4         | 2    | Dina Asher-Smith        | Storbritannien      | 21,96 | 0Q0, 0SB0  |
| 5         | 2    | Elaine Thompson-Herah   | Jamaica             | 21,97 | 0q0, 0SB0  |
| 6         | 1    | Aminatou Seyni          | Niger               | 22,04 | 0Q0        |
| 7         | 1    | Mujinga Kambundji       | Schweiz             | 22,05 | 0q0, 0NR0  |
| 8         | 1    | Jenna Prandini          | USA                 | 22,08 |            |
| 9         | 3    | Abby Steiner            | USA                 | 22,15 | 0Q0        |
| 10        | 3    | Favour Ofili            | Nigeria             | 22,30 |            |
| 11        | 1    | Tynia Gaither           | Bahamas             | 22,41 | 0PB0       |
| 12        | 2    | Vitoria Cristina Rosa   | Brasilien           | 22,47 | 0AR0       |
| 13        | 2    | Nzubechi Grace Nwokocha | Nigeria             | 22,49 |            |
| 14        | 1    | Gina Bass               | Gambia              | 22,71 | 0SB0       |
| 15        | 1    | Rosemary Chukwuma       | Nigeria             | 22,72 |            |
| 16        | 3    | Anahí Suárez            | Ecuador             | 22,74 | 0NR0       |
| 17        | 3    | Ida Karstoft            | Danmark             | 22,84 |            |
| 18        | 2    | Jessika Gbai            | Elfenbenskusten     | 22,84 |            |
| 19        | 3    | Dalia Kaddari           | Italien             | 22,86 |            |
| 20        | 1    | Jacinta Beecher         | Australien          | 23,14 |            |
| 21        | 2    | Edidiong Odiong         | Bahrain             | 23,31 |            |
| 22        | 3    | Jessica-Bianca Wessolly | Tyskland            | 23,33 |            |
| 23        | 3    | Joella Lloyd            | Antigua och Barbuda | 23,38 |            |
| 24        | 2    | Beatrice Masilingi      | Namibia             | 24,78 |            |

### Final
Final startade den 21 juli klockan 19:35.
Vind: +0,6 m/s
| Placering | Namn                    | Nationalitet   | Tid   | Noteringar |
| --------- | ----------------------- | -------------- | ----- | ---------- |
| 1         | Shericka Jackson        | Jamaica        | 21,45 | 0MR0, 0NR0 |
| 2         | Shelly-Ann Fraser-Pryce | Jamaica        | 21,81 | 0SB0       |
| 3         | Dina Asher-Smith        | Storbritannien | 22,02 |            |
| 4         | Aminatou Seyni          | Niger          | 22,12 |            |
| 5         | Abby Steiner            | USA            | 22,26 |            |
| 6         | Tamara Clark            | USA            | 22,32 |            |
| 7         | Elaine Thompson-Herah   | Jamaica        | 22,39 |            |
| 8         | Mujinga Kambundji       | Schweiz        | 22,55 |            |